# Ferdinand Georg August von Sachsen-Coburg-Saalfeld-Koháry

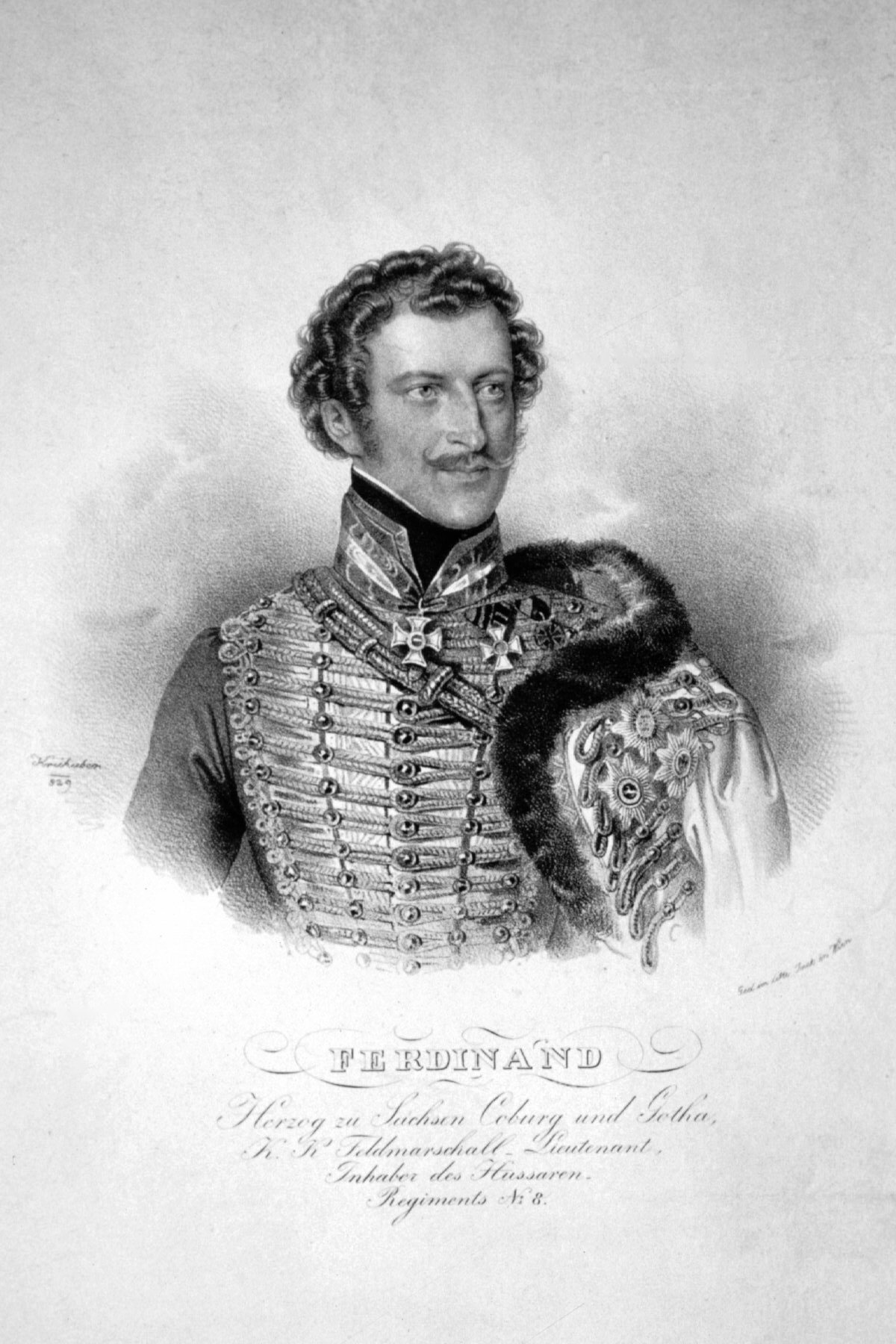
Ferdinand I. Herzog zu Sachsen Coburg und Gotha, Lithographie von Josef Kriehuber, 1829

Ferdinand Georg August von Sachsen-Coburg-Saalfeld (* 28. März 1785 in Coburg; † 27. August 1851 in Wien) war ein Prinz von Sachsen-Coburg-Saalfeld, Begründer des Hauses Sachsen-Coburg-Koháry und General der Kavallerie in österreichischen Diensten, wo er auch offiziell als Herzog Ferdinand von Sachsen-Coburg-Gotha oder Herzog von Sachsen-Coburg-Gotha-Cohary geführt wurde. Sein ältester Sohn Ferdinand wurde 1837 König von Portugal und sein Enkel Ferdinand 1887 König von Bulgarien.

## Leben
Ferdinand war der zweite Sohn des Herzogs Franz Friedrich von Sachsen-Coburg-Saalfeld (1750–1806), aus dessen Ehe mit Auguste (1757–1831), Tochter des Grafen Heinrich XXIV. Reuß zu Ebersdorf. Sein Bruder Leopold wurde 1831 König der Belgier, seine Schwester Juliane war russische Großfürstin und über seine Schwester Victoire war er ein Onkel der britischen Königin Victoria. Sein Bruder Ernst folgte 1806 dem Vater als Herzog von Sachsen-Coburg-Saalfeld.
Er trat 1791 als Unterleutnant in österreichische Militärdienste. Sieben Jahre später ernannte ihn sein Großonkel Friedrich Josias zum Rittmeister in seinem Dragonerregiment. Ferdinand kämpfte in den Schlachten von Eggmühl, Aspern und Wagram. Er tat sich besonders in der Schlacht bei Kulm (unter dem Namen eines Grafen von Sorbenburg) hervor, wofür er mit dem Maria-Theresia-Orden ausgezeichnet wurde. Hier wurde er auch schwer verwundet, was Mitursache seines Todes war. Am 28. Dezember 1824 wurde er zum Feldmarschallleutnant und am 11. Juni 1841 zum General der Kavallerie befördert und war von 1828 bis zu seinem Ableben Inhaber des k.k. Husarenregiments Nr. 8.
Am 2. Jänner 1816 heiratete er in Wien die reiche Prinzessin Maria Antonie Gabriele von Koháry (1797–1862), Tochter des letzten Fürsten dieses Namens und erhielt er 1827 das ungarische Indigenat. Um sie heiraten zu können, war Ferdinand zum katholischen Glauben konvertiert und begründete damit die katholische Linie des Hauses Sachsen-Coburg. Zum Stammsitz des Hauses machte Ferdinand das Palais Coburg in Wien.
Ferdinand hat im Herzoglichen Mausoleum auf dem Coburger Friedhof am Glockenberg seine letzte Ruhestätte.
Im Jahr 1863 wurde in Wien Innere Stadt (1. Bezirk) die Coburgbastei nach ihm benannt (der zweite Teil des Straßennamens bezieht sich auf die ehemalige Braunbastei in der Nähe des Palais Coburg).

## Kinder

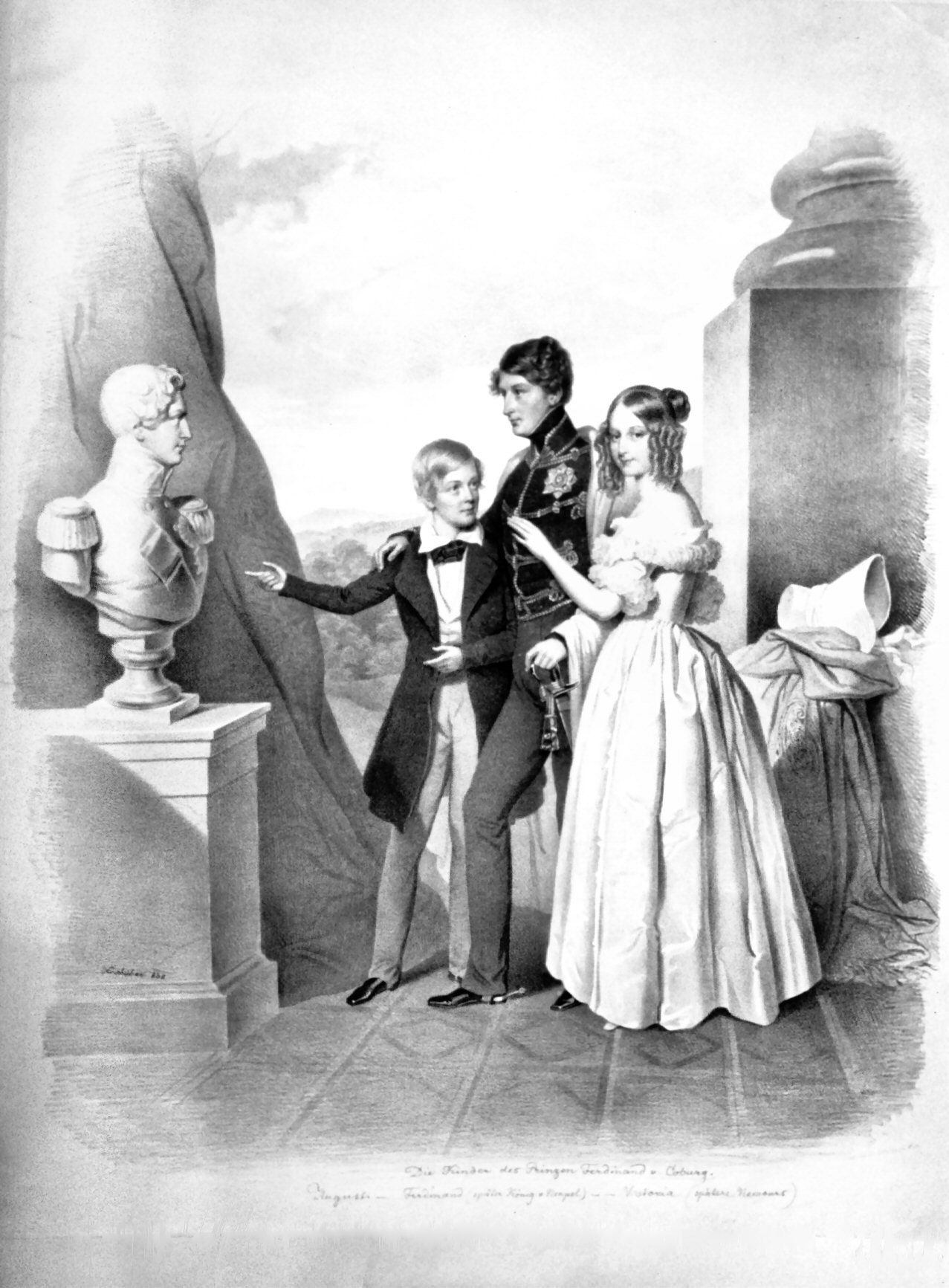
August, Viktoria, Leopold (Lithographie von Josef Kriehuber, 1838)

Aus seiner Ehe hatte Ferdinand folgende Kinder:
- Ferdinand II. (1816–1885), König von Portugal

⚭ 1. 1836 Königin Maria II. von Portugal (1819–1853)
⚭ 2. 1869 Elise Friederike Hensler (1836–1929), „Gräfin von Edla“ 1869
- August (1818–1881)

⚭ 1843 Prinzessin Clementine d’Orléans (1817–1907)
- Viktoria (1822–1857)

⚭ 1840 Louis d’Orléans, duc de Nemours (1814–1896)
- Leopold (1824–1884)

⚭ 1861 Konstanze Geiger (1835–1890) „Freifrau von Ruttenstein“ 1862